# 2002年大英國協政府首腦會議
2002年大英國協政府首腦會議（英語：2002 Commonwealth Heads of Government Meeting）是第17屆大英國協政府首腦會議。該次會議於2002年3月2日至5日在澳大利亞昆士蘭州庫勒姆舉行，由澳大利亞總理約翰·霍華德主持。
2002年大英國協政府首腦會議原定於2001年10月6日在布里斯班舉行，但由於2001年9月11日美國發生九一一襲擊事件而延後。當會議舉行時，有三項重要議題列入議程：安全、大英國協的未來以及辛巴威即將舉行的總統選舉。
大英國協54個成員國中有51個國家派代表出席了會議，其中35個國家由其國家元首或政府首腦作為代表。